# Peter Abrahams (escritor estadounidense)
Peter Abrahams (Boston, 28 de junio de 1947) es un escritor estadounidense de novelas policíacas.

### En inglés
- The fury of Rachel Monette (1980)
- Tongues of fire (1982)
- Red message (1986)
- Hard rain (1988)
- Pressure drop (1989)
- Revolution #9 (1992)
- Lights out (1994)
- The fan (1995)
- A perfect crime (1998)
- Crying wolf (2000)
- Last of the Dixie Heroes (2001)
- The tutor (2002)
- Their wildest dreams (2003)
- Oblivion (2005)
- Down the rabbit hole (2005)
- End of story (2006)
- Behind the curtain (2006)
- Nerve damage (2007)
- Alone in the dark: An Echo Falls Mistery (2009)

### En español (traducidas)
- Olvido (ISBN 84-96463-53-2 / SUMA )
- Al otro lado del espejo (ISBN 978-84-9838-084-2 / Salamandra)
- Detrás del telón (Salamandra)
- Sola en la oscuridad (Salamandra)